# ديناري ليغيوناري (مارك أنتوني)

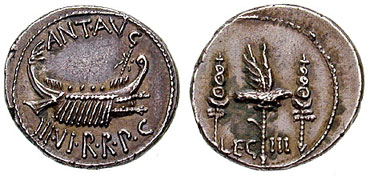
RRC 544/14: ديناريوس الفيلقي، صدر باسم مارك أنطونيو وفيلق برقة الثالث

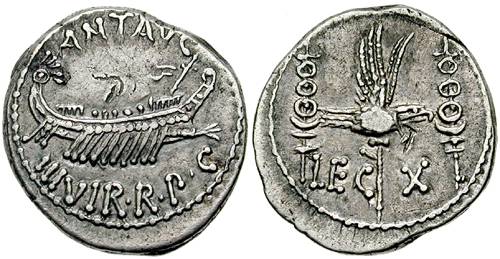
RRC 544/24: ديناريوس الفيلقي، صدر باسم مارك أنتوني وفيلق الفروسية العاشر

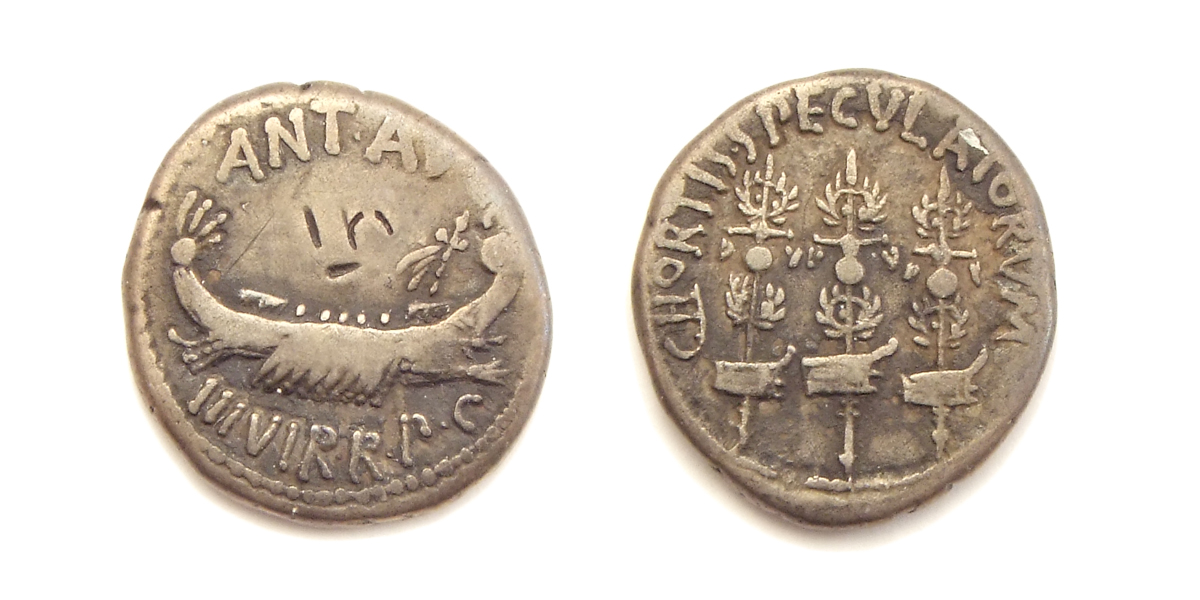
RRC 544/12: ديناريوس فيلق متغير، صدر باسم مارك أنتوني ومجموعة الكشافة (cohor speculatorum)

ديناري الفيلق هو الاسم الحديث لسلسلة من عملات الديناريوس الفضية الرومانية التي أصدرها ماركوس أنطونيوس في شرق البحر الأبيض المتوسط خلال آخر حروب الجمهورية الرومانية بين عامي 32 و31 قبل الميلاد، قبيل معركة أكتيوم. يُشير علماء العملات أيضًا إلى هذه العملة باسم RRC 544/1-39، بعد تسميتها في كتاب إم. إتش. كروفورد "عملات الجمهورية الرومانية" (1975).

## الوصف
العملة المعدنية ضخمة جدًا، وتضم 39 إصدارًا مختلفًا. يُظهر وجه جميع الإصدارات سفينة شراعية بمقدمة مزخرفة (تُسمى aplustre) وسارية مائلة للأمام فوق المقدمة (تُسمى dolon-mast). يُقرأ الرمز ANT AVG III VIR RPC، وهو اختصار لـ Antonii auguris, tresviri rei publicae constituendae ("عملة" أنطونيوس، العراف وأحد أعضاء الحكومة الثلاثية لتنظيم الجمهورية).
في معظم الإصدارات، يظهر على ظهر العملة رمز <i id="mwMw">النسر (Aquila</i>)، وهو شعار النسر الذي يحمله كل فيلق، بين علمين عسكريين آخرين. يُشير الرمز الموجود على ظهر العملة إلى LEG (legionis، أي " الفيلق")، بالإضافة إلى رقم (I-XXIII)، يُحدد فيلقًا محددًا ضمن قوات أنطونيوس. يحمل إصدار مختلف (RRC 544/12) نفس تصميم الوجه، ولكن بتصميم مختلف على ظهر العملة، ويُظهر ثلاثة أعلام بحرية والرمز CHORTIS SPECVLATORVM ("عملة سرية الكشافة").
تزن العملات المعدنية حوالي 3.9 غرام، وهو الوزن الطبيعي لعملة الديناريوس. تبلغ نسبة الفضة فيها 92.2%، وهي نفس نسبة الفضة في عملة الكريستوفوروس (العملة الرئيسية في مقاطعة آسيا)، ولكنها أقل من الديناريات المعاصرة التي سُكّت في روما، والتي بلغت نسبة الفضة فيها 96.84%.

## الدلالة

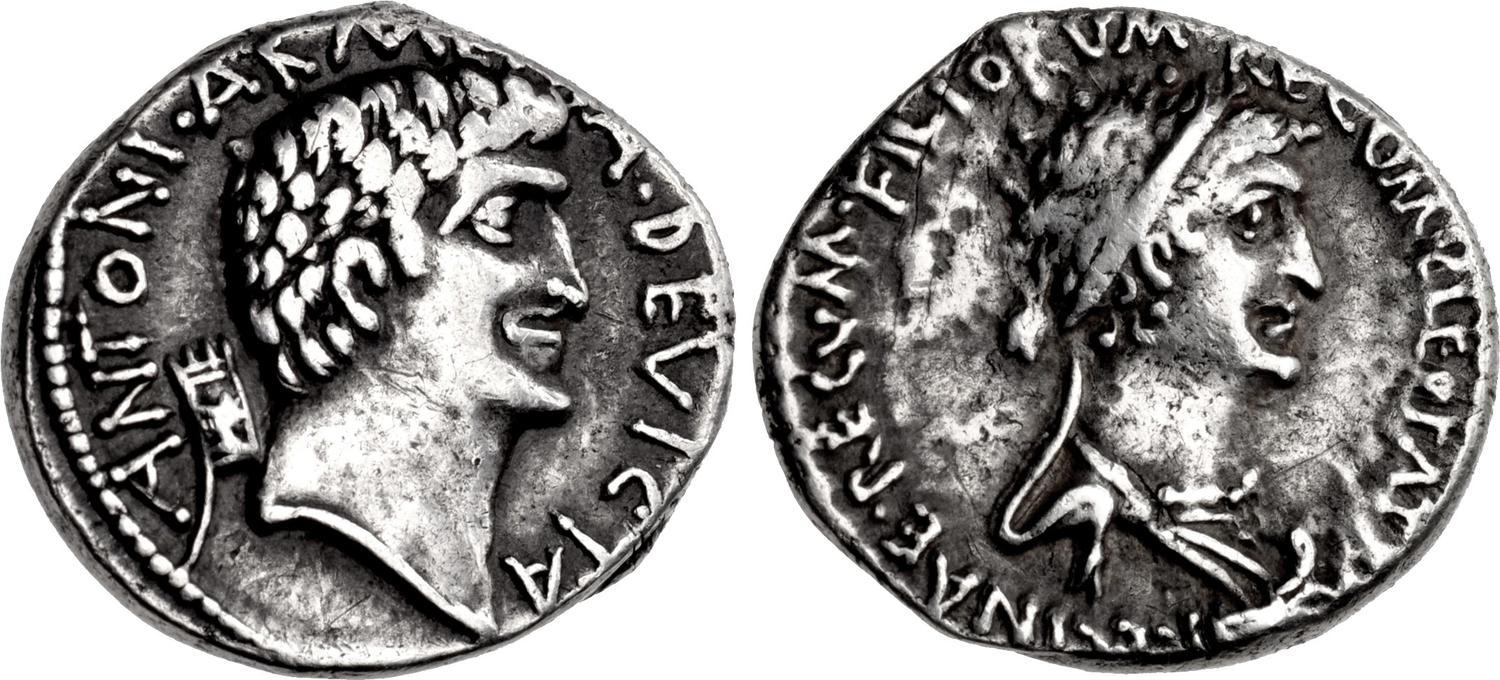
عملة مارك أنطوني (RRC 543/1، 34 قبل الميلاد)، تصور مارك أنطوني على الوجه وكليوباترا على الوجه الآخر.

تُقدم هذه العملات دليلاً على الطريقة التي صوّر بها مارك أنطونيوس نفسه وموقفه في الفترة التي سبقت صراعه مع أوكتافيان (أغسطس لاحقًا). ويكتسب هذا أهمية خاصة لأن معظم الأدلة الأدبية الباقية كُتبت بعد انتصار أوكتافيان، وتُخلّد تصويره لأنطونيو. ويُعدّ غياب صورة مارك أنطونيوس عن العملات المعدنية انحرافًا جوهريًا عن الفترة السابقة، حيث كانت عملاته تُصوّره بانتظام هو وشريكته كليوباترا (مثل RRC 543/1 لعام 34 قبل الميلاد، الموضحة على اليمين). وتُشير كلير روان إلى أن هذا كان قرارًا واعيًا، يهدف إلى دحض ادعاءات أوكتافيان بأن أنطونيوس قد وقع "تحت تأثير" كليوباترا وكان يعمل لمصلحتها لا لمصالح روما. وهكذا، تجنبت العملات المعدنية الإشارة إلى كليوباترا، وأكدت على دور أنطونيوس كقائد روماني. وقد قُدّمت دعوى شرعية قانونية من خلال إشارة أسطورة الوجه إلى أنطونيوس كأحد الحكام الثلاثة. في الواقع، انتهى عهد أنطونيوس الثلاثي عام 34 قبل الميلاد، أي قبل عام من بدء سكّ ديناري الفيلق. إضافةً إلى ذلك، أكّدت صورة السفينة على وجه العملة وعدد الفيالق الهائل على ظهرها على حجم قوته العسكرية وطابعها الروماني.
على الرغم من أن ظهر كل إصدار يُحدد فيلقًا مُحددًا، إلا أنه يُحتمل أن تكون قد صُرفت للجنود عشوائيًا، بدلًا من استخدامها فقط لدفع رواتب الفيلق المذكور عليها، نظرًا لأن الأنواع المختلفة من العملات المعدنية غالبًا ما تُوجد معًا في كنوز العملات. عُثر على كنز في أكتيوم (يُعرف باسم RRCH 473)، والذي يُحتمل أن جنديًا في جيش أنطونيوس دفنه، ويتضمن عملات معدنية تحمل أسماء جميع الفيالق المختلفة تقريبًا تحت قيادة أنطونيوس.

## التدوير

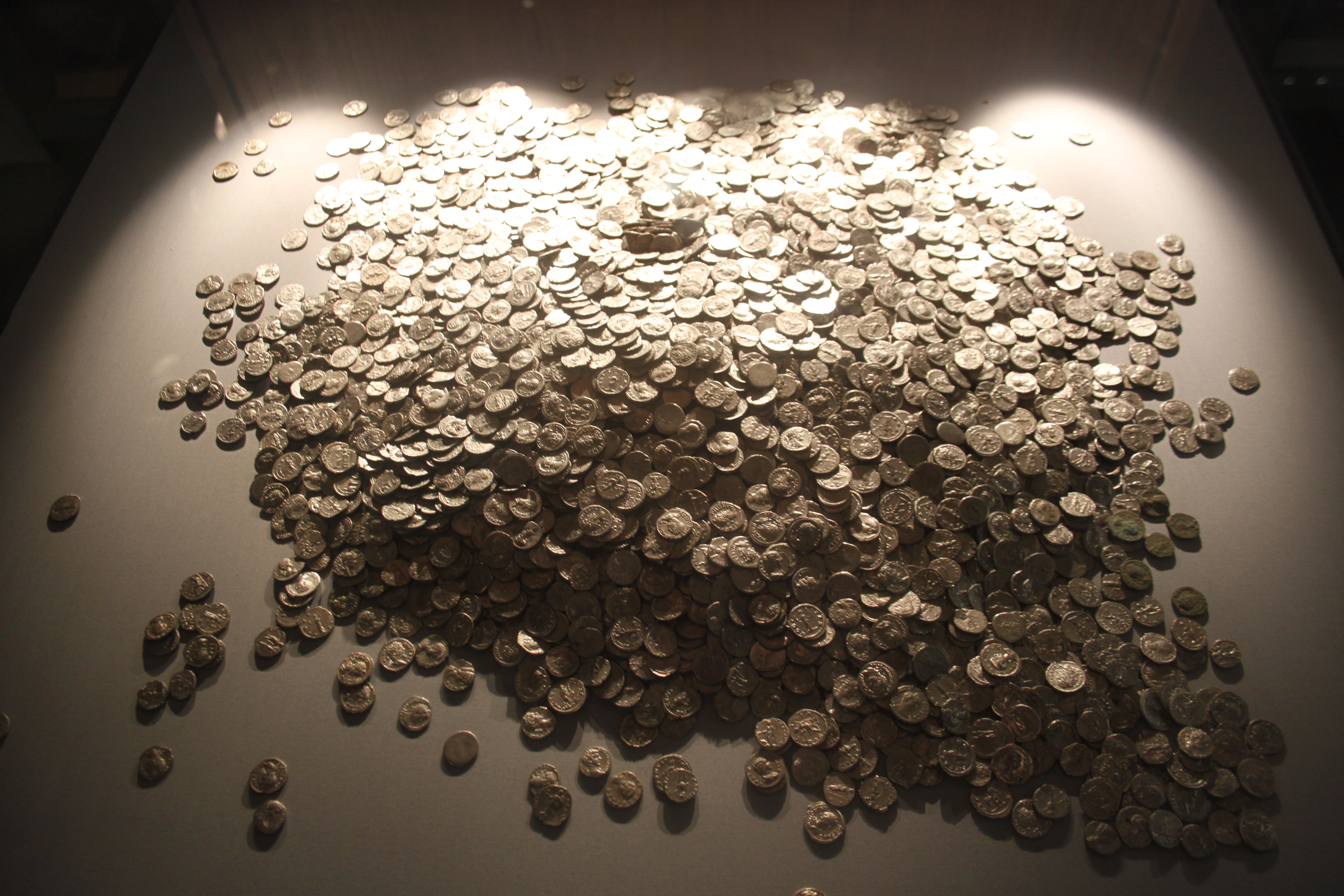
كنز شابويك.

كانت ديناري الفيلق أكبر إصدار من العملات الفضية المنتجة في أواخر العصر الجمهوري. وهي تدعم ادعاء المؤرخ الروماني في القرن الثالث الميلادي، كاسيوس ديو ( التاريخ الروماني 50.18.2)، بأن مارك أنطوني كان ممولاً بشكل أفضل من أوكتافيان في الفترة التي سبقت معركة أكتيوم. ومن المحتمل أن أوكتافيان استخدم ديناري الفيلق لدفع رواتب جنوده بعد انتصاره في معركة أكتيوم. وفي كنوز من أواخر القرن الأول قبل الميلاد في شرق البحر الأبيض المتوسط، عثر على ديناري الفيلق بشكل أكثر تكرارًا من عملات أوكتافيان، حتى في المناطق التي استوطنها قدامى المحاربين. وكان من الممكن أن يكون صهر العملات وإعادة سكها مكلفًا ويستغرق وقتًا طويلاً. علاوة على ذلك، فإن انخفاض محتوى الفضة في ديناري أنطوني مقارنة بدنانير أوكتافيان يعني أنه إذا أعاد سك العملة، لكان قد انتهى به الأمر بعدد أقل من العملات المعدنية.
تشير أدلة الكنز إلى أن ديناري الفيلق استمر في تشكيل جزء كبير من العملات المتداولة في العصر الإمبراطوري الروماني. يعني محتواها المنخفض نسبيًا من الفضة أن الحكومة الإمبراطورية لم تبذل جهدًا لاستعادتها وإعادة سكها، كما فعلت بالنسبة لعملات جمهورية أخرى وإصدارات الإمبراطورية المبكرة. وهذا يعني أيضًا أنها لم تُسحب من التداول بموجب قانون كريشام. في عهد فسبازيان (69-79 م)، كانت ديناري الفيلق لا تزال تشكل حوالي خُمس جميع الديناري المتداولة في اليونان. لا تزال الأمثلة البالية للغاية تظهر بشكل متكرر في الكنوز حتى القرن الثالث الميلادي.
انتشرت الديناري ببطء في بقية الإمبراطورية. وبلغت ذروتها في شمال بلاد الغال وألمانيا في منتصف القرن الأول الميلادي. وشكلت مكونًا رئيسيًا للعملات المتداولة في بريطانيا مباشرة بعد الغزو الروماني عام 43 ميلاديًا. احتوى كنز شابويك، الذي أودع في بريطانيا الرومانية في وقت ما بعد عام 224 ميلاديًا، على 260 ديناري (3% من الإجمالي). أُنتجت أقدم العملات التالية في هذا الكنز في عهد نيرون (54-69 ميلاديًا).
من المرجح أن يكون لتدفق الدينارات الفيجية دورٌ أيضًا في نهاية سكّ العملات الفضية محليًا في اليونان وبحر إيجة، والذي استمر طوال القرن الأول قبل الميلاد، ولكن بعد معركة أكتيوم، اقتصرت المجتمعات المحلية على سكّ العملات البرونزية (المعروفة بالعملات الإقليمية). ويشير جون هـ. كرول وكلير روان إلى أن كمية الفضة المتداولة كدينارات فيلق تعني أن المجتمعات المحلية لم تعد بحاجة إلى سكّ عملاتها الخاصة.

## الفهرس
- Abdy، R.؛ Minnitt، S. (2002). "Shapwick Villa". Coin Hoards from Roman Britain. ج. 11: 169–233.
- Dillon، J. N. (2007). "Octavian's Finances after Actium, before Egypt: The CAESAR DIVI F / IMP CAESAR coinage and Antony's Legionary Issue". Chiron. ج. 37: 35–48.
- Kemmers، Fleur (2006). Coins for a legion : an analysis of the coin finds from the Augustan legionary fortress and Flavian canabae legionis at Nijmegen. Mainz am Rhein: Verlag Philipp von Zabern. ISBN:9783805337304.
- Kroll، J. H. (1997). "Coinage as an Index of Romanization". في Hoff، M. C.؛ Rotroff، S. I. (المحررون). The Romanization of Athens. Oxford: Oxbow Books. ص. 135–150.
- Lockyear، K. (2007). Patterns and Process in Late Republican Coin Hoards. Oxford: Archaeopress, BAR International Series.
- Rowan، Clare (2019). From Caesar to Augustus (c. 49 BC–AD 14) : using coins as sources. Cambridge, United Kingdom: Cambridge University Press. ص. 109–116. ISBN:9781107675698.
- Woytek، B. (2012). Metcalf، W. E. (المحرر). The Oxford Handbook of Greek and Roman Coinage. Oxford: Oxford University Press. ص. 315–344.
- Woytek، B. (2007). "Die Münzen der römischen Republik und der Übergangszeit zum Prinzipat im Museum Canuntinum (mit einem Exkurs zu den den Legionsprägungen des Marcus Antonius)". في Alram، M؛ Schmidt-Dick، F. (المحررون). Die Fundmünzen der römischen Zeit im Österreich Abteilung III: Niederösterreich, Band 2: Die antiken Fundmünzen im Museum Carnuntinum. Vienna: Verlag der Österreichischen Akademie der Wissenschaften. ص. 503–518.